# Telefónica O2
Telefónica O2 (reso graficamente come il simbolo chimico dell'ossigeno), precedentemente conosciuta come Telefónica Europe plc, è una società di telecomunicazioni globale specializzata nella telefonia mobile, attiva nel Regno Unito, in Germania e Spagna.

## Storia
La società fu creata nel 1985 come joint venture tra BT Group e Securicor sotto il nome di Cellnet. Nel 1993 iniziò a fornire servizi GSM. Nel 1999 divenne interamente parte di BT Group come BT Cellnet. In seguito raggiunse l'indipendenza dall'operatore nel 2001, assumendo il nome di  O2. La compagnia operava in Regno Unito, Irlanda, Germania e nell'Isola di Man (attraverso la sussidiaria Manx Telecom); nei Paesi Bassi, invece, ha ceduto le proprie attività nel 2003.
Dopo un periodo di indipendenza di circa 5 anni, ha acconsentito il 31 ottobre 2005 ad essere acquisita dalla spagnola Telefónica; tale operazione si è conclusa il 23 gennaio 2006. Tuttavia Telefónica O2 continua ad avere la sua sede nel Regno Unito ed ha anche mantenuto il suo nome originario.
Il 31 dicembre 2005 ha raggiunto 27,4 milioni di clienti nel Regno Unito, Germania e Irlanda.
Nel mese di giugno del 2013, Hutchison Whampoa annunciò di voler acquisire la sussidiaria irlandese di  O2 per un corrispettivo di 780 milioni di euro; l'operazione si concluse nel marzo del 2015 portando alla fusione di O2 Ireland con 3 Ireland, la società controllata di Hutchison Whampoa in Irlanda.
Il 12 giugno 2018 Telefónica ha creato in Spagna O2 un nuovo operatore virtuale sotto rete Movistar. Il marchio O2 è già presente in Regno Unito e Germania e offre servizi mobili a prezzi inferiori.
A un mese dal lancio l'operatore è stato costretto a fermare le nuove attivazioni dopo i reclami da parte dei clienti che non hanno ricevuto le loro portabilità.

## Sponsorizzazioni
Nel mondo dello sport, la compagnia è nota soprattutto per essere stata sponsor principale del club calcistico londinese Arsenal (dalla stagione 2002-2003 fino agli ultimi mesi della stagione 2005-2006), è a tutt'oggi sponsor principale della nazionale inglese di rugby, dopo essere stata sponsor anche della nazionale irlandese di rugby.